# Øyvin Thon
Øyvin Thon (* 25. März 1958 in Drammen) ist ein ehemaliger norwegischer Orientierungsläufer.
Mit zwei WM-Goldmedaillen im Einzel und fünf weiteren mit der in den 1980er-Jahren dominierenden norwegischen Mannschaft im Staffelwettbewerb gilt Thon als einer der besten Orientierungsläufer des Jahrzehnts.
Seine erste Goldmedaille gewann Thon 1979 bei den Weltmeisterschaften in Tampere. Als Neuling verwies er den Titelverteidiger und seinen Landsmann Egil Johansen mit 1:10 Minuten auf den zweiten Rang. Die norwegische Weltmeisterschafts-Staffel von 1979, in der Thon ebenfalls mitlief, erreichte jedoch überraschend nur den sechsten Platz.
Seine zweite Einzel-Goldmedaille gewann Thon 1981 bei den Weltmeisterschaften im Schweizerischen Thun. Mit beinahe zweieinhalb Minuten Vorsprung verwies er seinen Landsmann Tore Sagvolden auf Platz zwei. Als dritter Norweger kam Morten Berglia auf Rang drei. 
1983 musste Thon sich mit dem zweiten Platz hinter Morten Berglia begnügen. Mit der Staffel gewann er sein insgesamt viertes Gold bei Weltmeisterschaften.
1985 gewann er mit der Staffel wieder Gold und erreichte im Einzel den siebten Platz.
Bei den Weltmeisterschaften 1987 in Gérardmer wurde er erneut Siebter.
1989 ging Thon im schwedischen Skaraborg ein letztes Mal bei Weltmeisterschaften an den Start und gewann mit der norwegischen Mannschaft im Staffelwettbewerb seine siebte WM-Goldmedaille.
1981 wurde er mit der Morgenbladet-Goldmedaille geehrt.

## Platzierungen
| Weltmeisterschaften | Einzel | Staffel |
| ------------------- | ------ | ------- |
| 1979 Tampere        | 1.     | 6.      |
| 1981 Thun           | 1.     | 1.      |
| 1983 Zalaegerszeg   | 2.     | 1.      |
| 1985 Bendigo        | 7.     | 1.      |
| 1987 Gérardmer      | 7.     | 1.      |
| 1989 Skaraborg      |        | 1.      |

| Nordische Meisterschaften | Einzel | Staffel |
| ------------------------- | ------ | ------- |
| 1980 Borlänge             | 14.    | 1.      |
| 1982 Bornholm             | 2.     | 1.      |
| 1984 Tromsø               | 26.    | 1.      |
| 1986 Saltvik              | 3.     | 1.      |
| 1988 Halmstad             | 7.     | dsq     |

Thon wurde 1986 Gesamtweltcup-Zweiter. 1988 konnte er den Gesamtweltcup gewinnen.

## Nationale Meisterschaften
Neben seinen sieben Weltmeisterschaftstiteln wurde Thon sieben Mal norwegischer Meister: 1980 auf der klassischen Distanz und 1981, 1983 und 1986 auf der langen Distanz. 1981, 1982 und 1984 wurde er norwegischer Meister im Nacht-Orientierungslauf.

## Sonstiges
Øyvin Thon ist mit der ehemaligen Orientierungslauf-Staffelweltmeisterin Brit Volden (* 1960) verheiratet. Sein älterer Bruder Harald Thon († 2019) war ebenfalls ein ehemaliger Orientierungsläufer.